# دوغ سميث (لاعب كرة قاعدة)
دوغ سميث (بالإنجليزية: Doug Smith) هو لاعب كرة قاعدة أمريكي، ولد في 25 مايو 1892 في ميلرز فولز في الولايات المتحدة، وتوفي في 18 سبتمبر 1973 في غرينفيلد في الولايات المتحدة.

## وصلات خارجية
- دوغ سميث على موقعبيزبول رفرنس.كوم (الدوري الرئيسي) (الإنجليزية)